# Clap Yo’ Hands

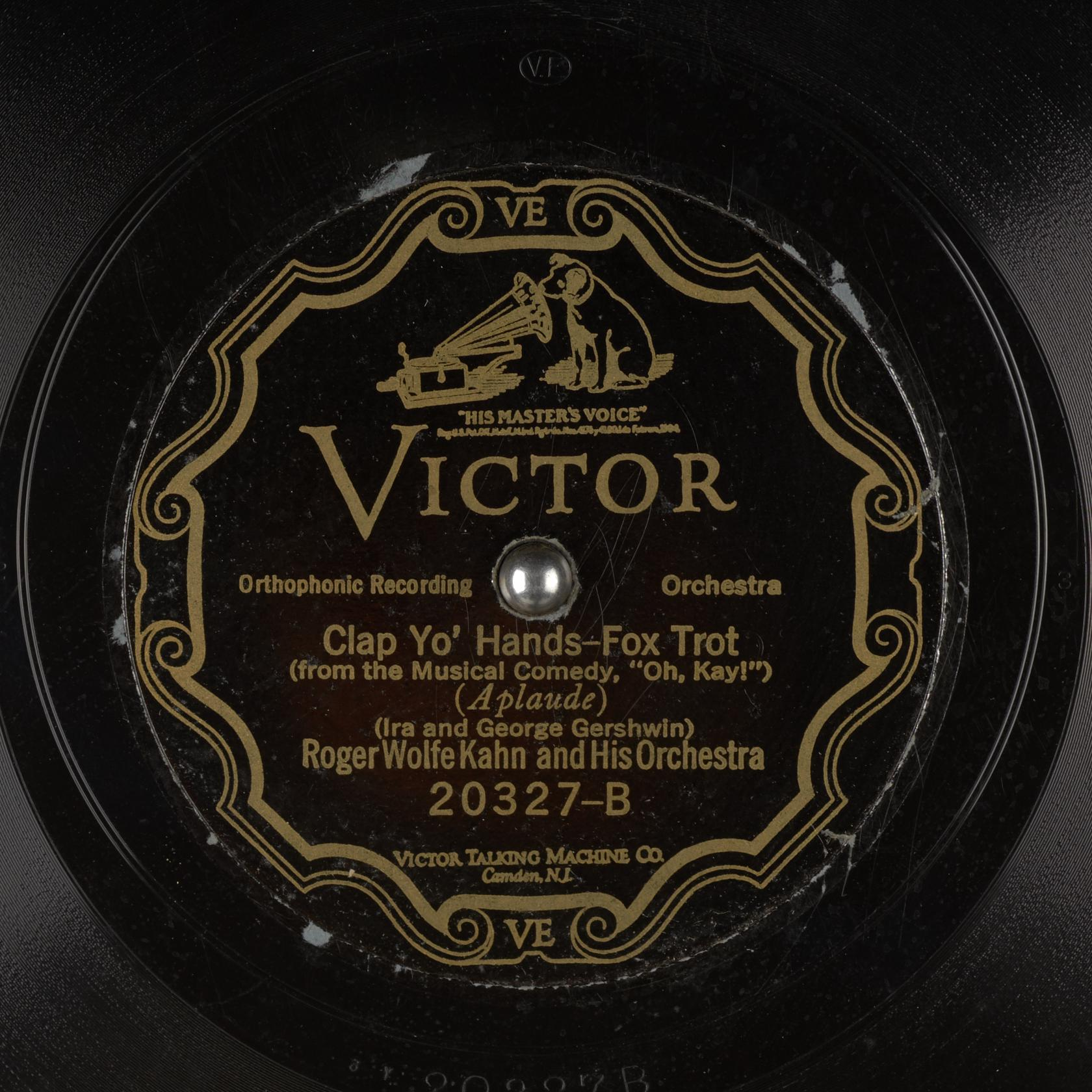
Schallplatte mit Clap Yo’ Hands

Clap Yo’ Hands ist ein Popsong, den George Gershwin (Musik) und Ira Gershwin (Text) verfassten und 1926 veröffentlichten.

## Hintergrund
Die Gershwin-Brüder schrieben Clap Yo’ Hands für die Musikkomödie Oh, Kay!, in der der Song von Harland Dixon, Betty Compton, Paulette Winston, Constance Carpenter und Jeanette Gilmore vorgestellt wurde. Im Lied selbst taucht der Titel nicht auf, wo es heißt Clap-a yo' hands, angepasst an die Musik mit zwei Achtel- und zwei Viertelnoten.
Das in F-Dur in der Form AABA' geschriebene Lied nimmt Anleihen beim Spiritual; bemerkenswert am Refrain sind die wechselnden Akzente und das pentatonische Thema, ähnlich den weiteren Songs (wie etwa Do, Do, Do) in Oh, Kay!, des Weiteren die Blue Notes (kleine Terzen und Septimen). In der damaligen Musikpresse wurde Ira Gershwins Textzeile Im Sand der Zeit bist du nur ein Kieselstein (In the sands of time you are only a pebble) kritisiert.

## Erste Aufnahmen
Zu den ersten Musikern, die den Song ab 1926 aufnahmen, gehörten Whispering Jack Smith (Victor 20372, 1927 auf #15 in den US-Musikcharts), Vincent Rizzo (Okeh) und Jack Hylton (His Master’s Voice) Populär wurde der Song in den Vereinigten Staaten vor allem durch die Version von Roger Wolfe Kahn und seinem Orchester (Victor).

## Spätere Coverversionen
Der Diskograf Tom Lord listet im Bereich des Jazz insgesamt 40 (Stand 2015) Coverversionen, u. a. von Bob Chester, Lucky Millinder, The Hi-Lo’s, Barbara Carroll, Sid Phillips, Chris Connor, Toots Thielemans, Pearl Bailey, Stéphane Grappelli, Joe Venuti und Ella Fitzgerald. Fred Astaire und Kay Thompson sangen das Lied 1957 in dem Filmmusical Ein süßer Fratz; Liza Minnelli interpretierte Clap Yo’ Hands in ihrem Bühnenprogramm Liza’s at The Palace.....